# Йордан Шияков
Йордан Шияков е български революционер, деец на Вътрешната македоно-одринска революционна организация.

## Биография
Йордан Шияков е роден в 1870 година в град Прилеп, тогава в Османската империя. Присъединява се към ВМОРО, през 1906 година е четник при Борис Сарафов. 
При избухването на Балканската война в 1912 година е доброволец в Македоно-одринското опълчение в  четата на Славчо Абазов и 3-а рота на 14 воденска дружина. 
Умира в София от естествена смърт през 1927 година.